# The Killswitch Stream
The Killswitch Stream er en amerikansk radiokanal, hvor der udelukkende bliver spillet metal.
 Der er for få eller ingen kildehenvisninger i denne artikel, hvilket er et problem. Du kan hjælpe ved at angive troværdige kilder til de påstande, som fremføres i artiklen.